# شمال غرب الصين

شمال غرب الصين

شمال غرب الصين (西北) تتألف من منطقتي الحكم الذاتية سنجان ونينغشيا ومقاطعات شنشي وقانسو وتشينغهاي، وتبلغ مساحتها 3،107،900 كيلومتر مربع.
تتسم المنطقة بمناخها القاري شبه الجاف، كما تضمّ مجموعة متنوعة من السكان بما فيها نسبية كبيرة من الأقليات مثل قومية هوي والأويغور وشعب التبت. ثقافيًا، تأثرت المنطقة تاريخيًا بطريق الحرير.

## التقسيمات الإدارية
المقاطعات
| الاسم    | بالصينية (حروف مبسطة) | بينيين  | الاختصار          | عاصمة المقاطعة | بالصينية | بينيين  |
| -------- | --------------------- | ------- | ----------------- | -------------- | -------- | ------- |
| غانسو    | 甘肃                  | Gānsù   | 甘 gān or 陇 lǒng | لانتشو         | 兰州     | Lánzhōu |
| تشينغهاي | 青海                  | Qīnghǎi | 青 qīng           | شينينغ         | 西宁     | Xīníng  |
| شنشي     | 陕西                  | Shǎnxī  | 陕 shǎn أو 秦 qín | شيان           | 西安     | Xī'ān   |

مناطق الحكم الذاتي
| الاسم   | بالصينية (حروف مبسطة) | بينيين   | الاسم المحلي                  | الاختصار | عاصمة المقاطعة | بالصينية | بينيين   | الاسم المحلي          |
| ------- | --------------------- | -------- | ----------------------------- | -------- | -------------- | -------- | -------- | --------------------- |
| نينغشيا | 宁夏                  | Níngxià  | (يتحدث الهوي الصينية)         | 宁 níng  | ينشوان         | 银川     | Yínchuān | (يتحدث الهوي الصينية) |
| سنجان   | 新疆                  | Xīnjiāng | شىنجاڭ ئۇيغۇر ئاپتونوم رايونى | 新 xīn   | أورومتشي       | 烏魯木齊 | Wūlǔmùqí | ئۈرۈمچى شەھەرى        |

## مدن منطقتها الحضرية أكبر من مليون نسمة
| # | المدينة  | عدد سكان المساحة الحضرية | عدد سكان مساحة المنطقة | عدد سكان المدينة فقط | المقاطعة | تاريخ التعداد |
| - | -------- | ------------------------ | ---------------------- | -------------------- | -------- | ------------- |
| 1 | شيان     | 5,206,253                | 6,501,190              | 8,467,838            | شنشي     | 2010-11-01    |
| 2 | أورومتشي | 2,853,398                | 3,029,372              | 3,112,559            | سنجان    | 2010-11-01    |
| 3 | لانتشو   | 2,438,595                | 2,628,426              | 3,616,163            | غانسو    | 2010-11-01    |
| 4 | ينشوان   | 1,159,457                | 1,290,170              | 1,993,088            | نينغشيا  | 2010-11-01    |
| 5 | شينينغ   | 1,153,417                | 1,198,304              | 2,208,708            | تشينغهاي | 2010-11-01    |